# Банда, Хастингс
Ха́стингс Каму́зу Ба́нда (англ. Hastings Kamuzu Banda; 15 февраля 1898, Касунгу, Ньясаленд — 25 ноября 1997, Йоханнесбург, ЮАР) — лидер борьбы за независимость Малави, государственный и партийный деятель, премьер-министр Ньясаленда (1963—1964) и Малави (1964—1966), президент Малави с 1966 по 1994 год (пожизненный президент с 1971 года). Установил однопартийный режим партии «Конгресс Малави» консервативного и антикоммунистического толка, уничтоживший тысячи (по разным оценкам, от 6000 до 18000) политических оппонентов.

## Биография
Хастингс Камузу Банда родился в 1898 году в городе Касунгу в центральной части Малави (Ньясаленд). Окончив пресвитерианскую миссионерскую школу в городе Касунгу, он стал работать на угольных шахтах, сначала в Родезии, а после эмиграции в Южную Африку в 1917 году, — в Данди и Боксбурге.
При поддержке епископа Вернона из Африканской методистской епископальной церкви в 1922 году Хастингс Банда переехал в США. Окончил Университет Индианы в Блумингтоне и Чикагский университет, где получил степень бакалавра философии и исторических наук, а также медицинский колледж Мехарри в Нэшвилле (штат Теннесси) в 1937 году. Перебрался в Великобританию и получил диплом медицинской школы Эдинбургского университета в 1941 году.
До 1953 года Банда занимался медицинской практикой в Норт-Шилдсе (северная Англия) и Лондоне.

## Политическая деятельность
В Англии Банда связался с движением за национальное освобождение Малави. Он принимал активное участие в создании Африканского конгресса Ньясаленда в 1944 году и в работе V Панафриканского конгресса в Манчестере в 1945 году. С 1948 по 1953 год Банда активно выступал против создания Федерации Родезии и Ньясаленда, идею которой отстаивал Рой Веленски. После учреждения Федерации он покинул Англию и уехал в Кумаси, где продолжил врачебную практику. В 1958 году Банда вернулся на родину и был избран председателем партии Африканского национального конгресса Ньясаленда. В марте 1959 года в Ньясаленде возникли беспорядки, после чего Банду и других лидеров Конгресса арестовали, а Конгресс запретили.
В 1960 году Банда вышел из заключения и принял участие в воссоздании Конгресса под названием Партия Конгресса Малави. На прошедших в 1961 году выборах его партия победила, а в 1964 году Малави получила независимость.

## Деятельность на посту президента
В 1966 году Хастингс Банда стал президентом страны, а в июле 1971 года — пожизненным президентом. Встав во главе государства, после кризиса кабинета министров 1964 года он ограничил деятельность оппозиционных партий и установил контроль над прессой и радио. Всё взрослое население страны было обязано вступить в правящую партию (полиция имела право на проверку наличия партийного билета). Из молодёжи формировались военизированные отряды «Пионеров Малави», имевших право носить оружие и вести оперативно-розыскную деятельность, в том числе шпионить за согражданами и задерживать их; «Пионеры» также поставляли доверенных личных телохранителей президенту.

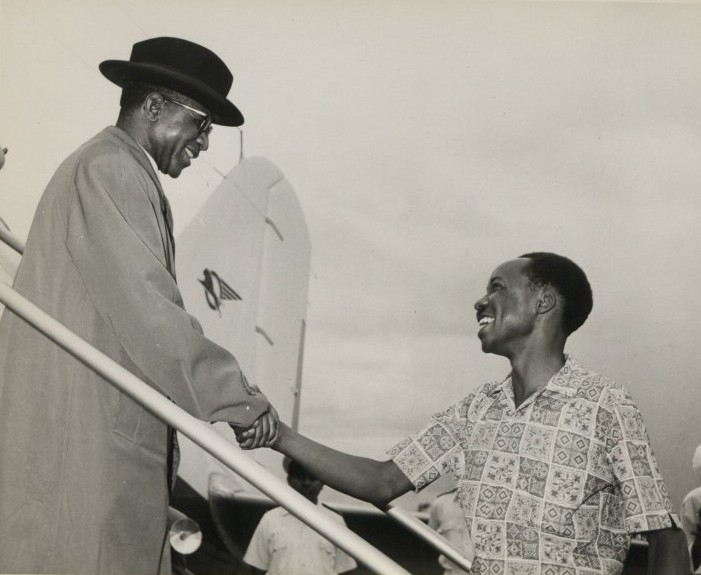
Хастингса Банду встречает президент Танзании Джулиус Ньерере. Антикоммунист Банда и социалист Ньерере, будучи идеологическими антагонистами, поддерживали нормальные отношения между своими странами и оба достигли относительных успехов в защите прав женщин и народном образовании.

Вводилась жёсткая цензура, под запретом оказались разнообразные издания — от коммунистической и социалистической литературы до эротических журналов, а некоторые книги, в том числе по истории страны, даже сжигались. Вокруг президента сложился культ личности, а сам он владел активами на сумму, которую оценивают в 320 миллионов долларов США. Случались «таинственные смерти» — так, в 1983 году было объявлено о «гибели в ДТП» в округе Мванза трёх министров и одного депутата, на внутренних обсуждениях высказывавшихся за многопартийную демократию. Хотя поощрялись права женщин и их образование, установленные консервативные порядки предписывали для них запрет на «слишком свободную» одежду (в том числе декольте, брюки или юбки и платья выше колена). Запреты касались и мужчин: всех длинноволосых, в том числе гостей страны, насильно стригли.
При этом в стране развивалась инфраструктура, делались попытки импортозаместительной индустриализации в соответствии с теорией модернизации Уолта Ростоу. Хотя в противовес африканским социалистам во главе многих близлежащих государств Банда был однозначным сторонником капитализма, была основана государственная корпорация развития сельского хозяйства, нацеленная на увеличение экспорта и поиск новых рынков сбыта для малавийской продукции. В 1975 году новой столицей страны вместо бывшей столицы Зомба стал Лилонгве; два города были сообщены новой дорогой. Президент лично основал «африканский Итон» — частную школу в Камузу.
Во внешней политике Банда в основном ориентировался на западные страны. Будучи антикоммунистом, отказывался устанавливать дипломатические отношения со странами социалистического лагеря (кроме Румынии и Албании в 1980-х годах), а также был одним из немногих политиков континента, поддерживавших вторжение США во Вьетнам. В 1967 году его правительство официально признало ЮАР с её режимом апартеида, что вызвало резкое осуждение других африканских стран. В Мозамбике он вначале поддерживал португальскую колониальную администрацию против национально-освободительного движения ФРЕЛИМО, а во время гражданской войны 1980-х годов оказывал поддержку и правительственным силам той же ФРЕЛИМО (в соответствии с соглашением с Саморой Машелом от 1984 года), и повстанцев из РЕНАМО.
В начале 1980-х годов на мировом рынке упали цены на чай и табак, что в сочетании с выросшими ценами на нефть спровоцировало экономический кризис в стране. К тому же, с концом «холодной войны» прямая западная поддержка авторитарному режиму в Малави начала иссякать, а страна стала зависимой от кредитов МВФ и Всемирного банка. Позиции Банда были ослаблены. В начале 1990-х начались кровопролитные столкновения в Блантайре и Лилонгве. Началось формирование оппозиционных партий.

## Конец правления

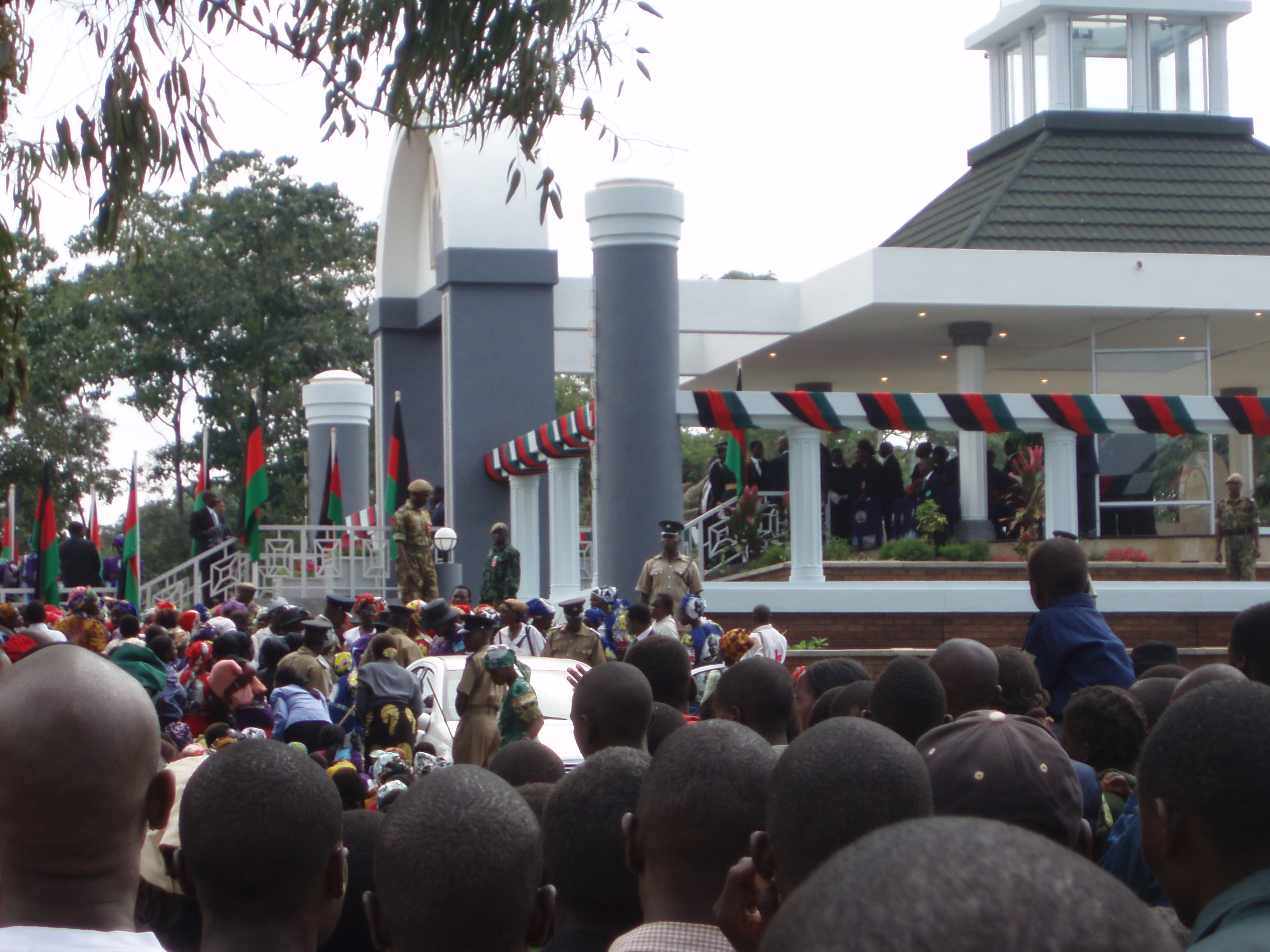
Мавзолей Банда

В 1992 году по стране прокатилась волна студенческих демонстраций, восемь католических епископов выступили с пастырским посланием с критикой правительства (вскоре из-за преследования со стороны спецслужб им пришлось покинуть страну), а профсоюзный лидер Чакуфва Чихана призвал к общенациональному референдуму по вопросу будущего политической системы (за что стал известен как «отец малавийской демократии»). Хотя он был арестован, едва прибыв в международный аэропорт Лилонгве и выступив с речью, а затем подвергнут тюремному заключению, как и многие другие оппозиционеры, которых президент грозил сделать «кормом для крокодилов», однако давление со стороны международного сообщества всё же заставило престарелого президента Банду 14 июня 1993 года провести такой референдум, на котором большинство (64 %) высказались за переход к многопартийной демократии.
17 мая 1994 года в Малави состоялись первые многопартийные выборы. На них Банда и его партия всё ещё пользовались внушительной поддержкой среди жителей центральной провинции, говорящих на языке чичева, однако на юге и севере страны победила оппозиция — либеральный «Объединённый демократический фронт» Бакили Мулузи и социал-демократический «Альянс за демократию» (AFORD) Чакуфвы Чиханы соответственно. В итоге, на выборах президента Хастингс Банда набрал 33,4 % голосов (на парламентских выборах партия Банды, «Конгресс Малави», набрала аналогичное количество голосов и перешла в оппозицию) и потерпел поражение от кандидата «Объединённого демократического фронта» Бакили Мулузи, в своё время работавшего у него в правительстве, но затем порвавшего с режимом. Выходец из народа яо Мулузи, таким образом, стал вторым президентом независимого Малави, и первым — представлявшим мусульманское население.
От Банды Мулузи унаследовал одну из беднейших стран Африки и мира с годовыми доходами на душу населения не более 200 долларов США. При этом лишь полмиллиона человек были официально трудоустроены, школьное образование было платным, а рост численности населения — чрезвычайно высоким.
В 1995 году Банда был арестован по обвинениям в убийствах бывших коллег по правительству десятилетие назад и привлечён к «Мванзийским судебным процессам», однако из-за нехватки доказательств был отпущен. Вскоре после освобождения от его имени были принесены извинения малавийскому народу.
Хастингс Банда умер в Йоханнесбурге (ЮАР) 25 ноября 1997 года и был с почестями похоронен на родине, а с 2005 года началось сооружение его мавзолея.

## Память
В честь Хастингса Банды назван стадион Камузу — самый большой стадион Малави.